# Incident išši
Incident išši (乙巳の変 Išši no Hen) ali Incident 645 se imenuje po letu išši v šestdesetletnem zodiakalnem ciklu, ko je prišlo do pomembnega trenutka v japonski cesarski zgodovini.
Incident je bila uspešna spletka Nakatomi no Kamatarija, princa Naka no Oeja (kasneje cesar Tendži) in drugih, ki so želeli uničiti glavno vejo klana Soga, začenši z atentatom na Soga no Iruka.
Iruka so umorili 10. julija 645 (tradicionalno japonsko 12. dan 6. meseca leta 645) med dvorno ceremonijo, kjer je Išikava no Maro cesarici Kogjoku bral iz memoriala Treh korejskih kraljestev. Princ Naka no Oe je vse skrbno pripravil: zaprl je vrata palače, podkupil stražarje v palači, skril sulico v dvorani, kjer naj bi potekala ceremonija, in ukazal štirim možem, naj napadejo Iruka. Ko je postalo jasno, da so preveč strahopetni, da bi izvedli napad, je to storil sam princ. Odprl mu je glavo in ramo. Iruka ni umrl takoj, a se je skliceval na nedolžnost in prosil za preiskavo.
Princ Naka no Oe se je zagovarjal pred cesarico Kogjoku in ko se je ta umaknila, da zadevo temeljito premisli, so štirje stražarji izvršili uboj. Kmalu zatem je Irukov sin Emiši zanetil ogenj v svoji hiši in v njem tudi umrl. Ogenj je uničil rokopis Tennoki in druge cesarske zaklade, ki jih je hranil klan Soga. Fune no Fubitoesaka je hitro zgrabil goreči Kokki in ga kasneje predstavil Naka no Oeju, a nobena kopija ni ohranjena do današnjega dne.
Nasilje se je odvijalo v cesaričini prisotnosti. Na šok se je odzvala z abdikacijo prestola. Japonska družba v obdobju Asuka je bila občutljiva na t.i. »onesnaženje«, tako duhovno kot osebno. Smrt (predvsem nasilni uboj v neposredni bližini cesarice) so smatrali za enega najhujših onesnaževalcev. Zahtevala naj bi več dni osamitve, med katero bi skušala cesarica tekom negotovega procesa odpraviti posledice takšnega bogoskrunstva.
Kogjoku je želela takoj abdicirati v korist Naka no Oeja. Nakatomi no Kamatari je vztrajal, da naj gre prestol k njegovemu starejšemu bratu, Furihito no Oeju ali cesaričinem bratu, princu Karuju. Furuhito no Oe ni želel sesti na prestol, zato je sprejel tonzuro budističnega meniha. Isti dan (tradicionalno 12. julija 645) si je Furihito no Oe pobril glavo v templju Hoko-dži na prostem med dvorano Bude in pagodo. Kogjoku je abdicirala prestol v korist svojega brata, ki je kmalu zasedel prestol kot cesar Kotoku (645-654). Po Kotokujevi smrti je Kogjoku ponovno sedla na prestol kot Saimei (vladala 655-661) preden jo je Naka no Oe končno nasledil kot cesar Tendži (661-672).